# Sedrata
Sedrata è un comune dell'Algeria, situato nella provincia di Souk Ahras.